# Alexandre Moreau de Jonnès
Ne doit pas être confondu avec Jean-Charles-Alexandre Moreau (1760-1840), peintre et architecte français.
Alexandre César Moreau de Jonnès, né à Rennes le 19 mars 1778 et mort à Paris le 28 mai 1870, était un aventurier, militaire et haut fonctionnaire français, chargé de la Statistique générale de la France jusqu'en 1851, date à laquelle Alfred Legoyt lui succéda.

## Biographie

### L’époque révolutionnaire
À l’âge de treize ans et demi, il est enrôlé par Jean-Lambert Tallien dans la Garde nationale pour servir dans la section des minimes gardant le roi Louis XVI emprisonné aux Tuileries. Sa section est commandée par le marquis de La Fayette : « … un charmant cavalier de trente-cinq à trente-six ans, mince, élancé, d’une taille élégante, d’un air très distingué et parfaitement aristocratique… ». À son poste, il est témoin de la conspiration des chevaliers du poignard et de la journée du 10 août 1792 au cours de laquelle a lieu « la bataille la plus meurtrière de toutes celles livrées sur la place publique pendant la Révolution ».
En septembre 1791, il repart à Rennes pour reprendre ses études, mais il est de nouveau appelé en garnison et son bataillon est envoyé dans le département d’Ille-et-Vilaine, pour lutter contre les insurgés du Morbihan. Il s’agit d’une guerre civile, faite d’embuscades, de guet-apens, de traîtrises et de tueries. Il participe aux combats de Hédé et de Vannes.
Après ces dures campagnes, Alexandre est affecté comme artilleur sur un bâtiment de la marine, brick de guerre, le Papillon, dont le capitaine, un officier de l’ancienne Marine royale, est très apprécié. À l’âge de seize ans, il est investi des fonctions de capitaine d'armes. La mission du navire est de parcourir les ports du Levant, afin d’apporter les instructions de la République aux consuls de France. La mission se déroule sans aucun problème jusqu’à l’escale de Toulon, où ils tombent dans les combats entre royalistes et républicains. Le capitaine ne veut pas prendre parti et préfère saborder son navire. Alexandre est affecté au service des remparts et à la garde de la poudrière.
Lorsque Toulon tombe aux mains des royalistes, une partie de la flotte de guerre se livre aux Britanniques. La ville connaît des tueries avant d’être occupée par les Britanniques, puis elle est assiégée par de nouvelles troupes françaises dans lesquelles se distingue le capitaine Napoléon Bonaparte, qui commande alors les canons. La place est reprise et les Britanniques se retirent ; Alexandre et quelques soldats tentent sans succès d’empêcher l’incendie de l’arsenal et de la ville. Il rejoint son bâtiment, remis en état, et parvient à s’échapper de cet enfer en évitant les canons français et les vaisseaux britanniques.
Arrivé à Brest avec son navire, il est affecté sur le Jemmapes, vaisseau de 74 canons, faisant partie de l’escadre de Villaret-Joyeuse et André Jeanbon Saint André. Leur mission est de protéger les deux cents navires expédiés aux États-Unis pour ramener du blé en France afin de sauver les populations de la famine. Le 13 Prairial, son navire participe aux combats contre l’escadre de Lord Howe et les navires chargés de blé réussissent à passer. Alors qu’il est en escale à Lorient, il doit faire face au débarquement des émigrés et au soulèvement des chouans. Avec les grenadiers, il prend d’assaut le fort de Penthevièvre à Quiberon, occupée par les troupes débarquées.

### Les Antilles
De retour à Lorient, il est affecté sur un navire corsaire et découvre les Antilles : « Un soir au coucher du soleil nous vîmes devant nous les Antilles. Je ne crois pas qu’il y ait au monde une aussi belle perspective ». Ébloui par ce qu’il découvre, par un monde merveilleux qu’il n’avait jamais imaginé, un monde plein de couleurs, d’odeurs, de douceurs, d’animaux exotiques et de jeunes filles merveilleuses, il découvre aussi les derniers Indiens Caraïbes (noirs et rouges), que les Britanniques ont prévu de massacrer.
Durant les années suivantes, promu officier d'état-major (chef d’escadron), il navigue d'île en île et découvre Saint-Vincent, Saint-Domingue, la Martinique, la Dominique, mais aussi le Venezuela, l’Orénoque et Trinidad. Aide de camp de nombreux généraux et amiraux, dont l’amiral Villeret-Joyeuse, gouverneur militaire, il est toujours volontaire pour les missions délicates et dangereuses ; il est souvent chargé de lever les cartes des îles que la marine veut conquérir. Durant ces mêmes années, il est chargé de quelques missions en Europe, au total il effectue dix traversées de l’Atlantique, pour chercher des renforts, pour donner de l'aide aux marins britanniques révoltés dans l’estuaire de la Tamise et pour prendre part à l’expédition irlandaise du général Humbert.
Jusqu’en 1809, il vit de nombreuses aventures, au total quinze expéditions, dont dix l’amènent au-delà du Tropique : fait prisonnier, il s’évade, connaît des ouragans, vit des tremblements de terre et survit aux épidémies : « Je me trouvai mêlé plus d’une fois avec des personnages historiques de haute dignité, et aussi des corsaires, des contrebandiers et des gens de toutes sortes. Il m’arriva de partir avec un vaisseau-amiral de quatre-vingts canons, et de revenir dans une pirogue ou dans un balaou qui se remplissait d’eau comme un panier ». Fait prisonnier par les Britanniques lors de la prise du fort Desaix en Martinique, il est enfermé cinq ans sur les pontons de Londres où ont croupi tant de prisonniers de guerre.

### Son retour en France
Libéré à la Restauration en 1814, il rentre en France ; mais lors du retour de Napoléon de l’île d'Elbe, il rejoint l’armée de la Loire. De retour à Paris, il est affecté au cabinet du ministre, comme officier d'état-major, chargé des travaux statistiques et topographiques. En 1819, il obtient de l’Académie Royale de Paris le premier prix en statistiques, science alors émergente. Il sert, à ce poste, cinq ministres successifs.
De 1817 à 1823, lors de l’épidémie de choléra qui décime le Moyen-Orient, il étudie lors de ses déplacements les mesures de restrictions à prendre dans les échanges commerciaux et les déplacements des personnes afin de lutter avec efficacité contre la redoutable pandémie. En 1831, il publie un ouvrage concernant la propagation du « choléra morbus pestilentiel ». Son expérience sert lorsque, entre 1832 et 1835, une épidémie de choléra dévaste la Provence, causant la mort de plus de 100 000 personnes. Alexandre Moreau est nommé au Conseil supérieur de la santé, dont il reste membre durant vingt ans.
À partir de 1828, il est affecté au ministère du Commerce, où il s’occupe de la statistique, et il est chargé à partir de 1833, par Adolphe Thiers, de compiler l’ensemble de la statistique française. Durant ces années, il est l’initiateur de la Statistique de l'agriculture de France, de la Statistique générale de France et de la Statistique de l'industrie de France.[réf. nécessaire] Ce qui ne l'empêche pas de voyager : il fait au moins deux voyages à Cuba en 1838 et y reste assez longtemps pour participer à la fondation d'un atelier de lithographie à La Havane en 1838. Il visite San Diego de los Baños et d'autres lieux de la région avec l'écrivain cubain Cirilo Villaverde (en) (1812-1894), qui décrit subséquemment ce voyage dans son livre Excursion to Vuelta Abajo, publié en 1839,.
À partir de 1840, son service de statistique devient le Bureau de la statistique générale de la France, attaché au ministère de l’Agriculture et du Commerce, et il en est le directeur jusqu’en 1851. Ses services produisent durant son administration une publication monumentale en 13 volumes et son action contribue à développer en France les travaux statistiques et leurs usages.
Curieux de comprendre la vie, il lit beaucoup, étudie aussi l’anatomie et la minéralogie. Il est élu en 1849 à l’Académie des sciences morales et politiques, puis à l'Académie des sciences (section géographie et navigation), dont il était le correspondant depuis novembre 1816. Il est fait chevalier de Saint-Louis et de la Légion d'honneur.
Selon son ami Léon Say, qui a préfacé en 1892, la réédition de ses aventures, c’était un homme brave, aventureux, curieux et avide de tout connaître et de tout comprendre. Il était fin, léger et fringant et eut de très nombreuses aventures sentimentales, car jeune, il avait « jolie mine et belle allure ».
Il fut membre de la Société des Gens de Lettres.

## Publications

Il commercio nel XIX secolo, 1826.

- Le commerce au dix-neuvième siècle, état actuel de ses transactions dans les principales contrées des deux hémisphères ; causes et effets de son agrandissement et de sa décadence, et moyens d’accroitre et de consolider la prospérité agricole, industrielle, 1825
- Recherches statistiques et économiques sur les pâturages de l’Europe, lues à l’Académie des sciences, dans sa séance du 27 juillet 1829, Paris, Impr. d’Éverat, 1829, in-8°
- Aventures de guerre au temps de la République et du Consulat, première édition en 1858, réédité en 1893 (lire en ligne sur Manioc.org) avec une préface de Léon Say, réédition en 1989
- Monographie historique et médicale de la fièvre jaune des Antilles et recherches physiologiques sur les lois du développement et de la propagation de cette maladie pestilentielle…, Paris, imprimerie de Migneret, 1820 Texte en ligne
- Alexandre Moreau de Jonnès, Monographie historique et médicale de la fièvre jaune des Antilles et recherches physiologiques sur les lois du développement et de la propagation de cette maladie pestilentielle, Paris, imprimerie de Migneret, 1820, 384 p. (lire en ligne)
- Alexandre Moreau de Jonnès, Recherches sur les poissons toxicophores des Indes occidentales, Paris, imprimerie de Migneret, 1821, 34 p. (lire en ligne)
- Alexandre Moreau de Jonnès, Observations sur les géophages des Antilles, [s.l.], imprimerie de Migneret, 1816, 11 p. (lire en ligne)
- Alexandre Moreau de Jonnès, Des effets du climat des Antilles sur le système moteur, [s.l.], imprimerie de Migneret, 1816, 16 p. (lire en ligne)
- Alexandre Moreau de Jonnès, Monographie du trigonocéphale des Antilles, ou grande vipère fer-de-lance de la Martinique, [s.l.], imprimerie de Migneret, 1816, 42 p. (lire en ligne)
- Alexandre Moreau de Jonnès, Monographie historique et médicale de la fièvre jaune des Antilles, et recherches physiologiques sur les lois du développement et de la propagation de cette maladie pestinantielle, S.l., 1823, 14 p. (lire en ligne)
- Alexandre Moreau de Jonnès, Essai sur l’hygiène militaire des Antilles, S.l., 1817, 83 p. (lire en ligne)
- Alexandre Moreau de Jonnès, Ethnogénie Caucasienne. Recherches sur la formation et le lieu d'origine des Peuples Éthiopiens, Caldéens, Syriens, Hindous, Perses, Hébreux, Grecs, Celtes, Arabes etc., imprimerie de Cherbuliez, Paris, 1861, XXIII et 468 p.
- Alexandre Moreau de Jonnès, Précis historique sur l’irruption de la fièvre jaune à la Martinique, en 1802, [s.l.], imprimerie de Migneret, 1816, 16 p. (lire en ligne)
- Il relata ses travaux dans des ouvrages relatifs à la géologie des îles, aux maladies tropicales (fièvre jaune), aux recherches statistiques (Recherches statistiques sur l’esclavage colonial et les moyens de le supprimer, 1840)
- Il laissa une collection de cartes et de vues, conservée aux Archives de l'Outre-Mer à Aix-en-Provence sous le nom de L’Atlas de Moreau de Jonnès, contenant 30 cartes et vues de l’île de la Martinique peintes à l’aquarelle.
- « Le lieutenant de l'AMPHITRITE » - épisode de la guerre des Antilles en  1809 - paru dans le Journal des journaux en 1844
- Statistique de l’Agriculture de France, contenant la statistique des céréales diverses, des pâturages, des bois et forêts et des animaux domestiques, avec leur production actuelle comparée à celle des temps anciens et des principaux pays européens, Paris, Guillaumin, 1848, in-8°, VIII-527 p. ; l’auteur a par ailleurs donné des statistiques pour l’Espagne, en 1834, la Grande-Bretagne et l’Irlande, en 1838[6]
- Statistique de la Grande-Bretagne et de l'Irlande, Paris, 1837.
- Statistique de l'Industrie de la France, Paris, Guillaumin, 1856, 380 pages.